# Tout pour plaire (atelier)
Pour les articles homonymes, voir Tout pour plaire.
Tout pour plaire est un atelier de création visuelle français fondé en 1983 par Marc Dumas et Lucia Guanaes.

## L'atelier
Tout pour plaire est un atelier de création visuelle fondé en 1983 par Marc Dumas et Lucia Guanaes, deux anciens élèves de l’École nationale supérieure des arts décoratifs.
Fonctionnant comme un atelier de production d’images, Tout pour plaire va, dès sa création, développer un mode d’expression à la frontière entre plusieurs écritures visuelles (le graphisme, la photographie, la peinture, le dessin, l’informatique…), préférant le concept de collage à celui de style et affirmant par ailleurs la suprématie de l’image sur le signe. Ses membres expriment des réticences à se définir comme des graphistes, adoptent un positionnement critique vis-à-vis d’un design purement fonctionnel (ironiquement nommé Bauhaustil, c’est-à-dire, « le Bauhaus érigé en dogme stylistique ») et entendent bien concilier le travail de commande et les projets d’auteur.
C’est d’abord dans le domaine du design graphique que Tout pour plaire se fait connaître, à travers ses réalisations dans le secteur de la culture, notamment pour le théâtre, les musées, les centres culturels, les centres d'art contemporain, le ministère de la Culture et divers autres établissements publics. Bénéficiant de la nouvelle politique budgétaire publique au début des années 1980 – période où les crédits alloués à la culture augmentent considérablement et les institutions culturelles peuvent ainsi développer et moderniser leur communication –, l’atelier va concevoir un grand nombre d’affiches, périodiques, catalogues, images de marque, principes de collection de livres et expositions pour des institutions comme le Centre Georges-Pompidou, la Cité des Sciences et de l'Industrie, la Cité de la musique, le Centre national du cinéma, le Parc de la Villette, le ministère de la Jeunesse et des Sports et l’ADAGP, entre autres.
En parallèle à cette production de commande pour les institutions culturelles françaises, l’atelier réalise divers projets visuels expérimentaux, édités sous le label Media intimes. Aux formes variables (livre d’images, jeu des posters, cartes postales, calendrier, etc.) ces réalisations ont comme dénominateur commun leur tirage limité et leur diffusion volontairement confidentielle :
- Comme à la Télé – tous des Stars, livret d’images et interviews (1987).
- Apartheid / La paix, bordel ! / Homos Design, sérigraphies (1984/1988).
- Clebs, calendrier en sérigraphie (1988)
- L’Art est partout, petits drapeaux (1988)
- Inventaire d’une poubelle[3], livre et exposition (1991)
- Les amis des copains de mes potes, jeu-exposition collectif (1995)

Vers le milieu des années 1990, le graphiste Olaf Avenati (un autre ancien élève de l’ENSAD) rejoint l’atelier et Tout pour plaire se lance dans l'aventure du multimédia. Il va alors prendre part à divers projets pionniers d’édition électronique, entre eux, le Dictionnaire Multimédia de l’Art Moderne et Contemporain (coédition Hazan / Videomuseum / RMN / Akal, 1997) et les premières bases numériques françaises d’œuvres d’art, éditées par Videomuseum.
Par ailleurs, l’atelier reçoit en 1997 une bourse de recherche de la DAP pour la conception d’un produit éditorial intégrant le livre et le CD-ROM, et peut ainsi éditer Au cœur de Bahia,, ambitieux projet qui propose un parcours labyrinthique dans le centre historique de Salvador de Bahia (Brésil) à partir des photographies de Lucia Guanaes, qui a par ailleurs reçu le Prix Spécial du Jury au Prix Möbius International en l’année 2000.
Peu après Tout pour plaire reçoit une bourse de la SCAM pour développer la bande dessinée interactive Les Technoff, réalisée en 2001 avec le scénariste Jean-François Henri.
À partir des années 2000, Tout pour Plaire va réaliser pour le Centre des monuments nationaux une étude en vue d’améliorer et moderniser les conditions d’accueil du public dans la centaine de monuments gérés par l’établissement, à la suite de laquelle il réalisera leur Guide de la Signalétique et s’occupera personnellement de la signalétique culturelle pour une cinquantaine de monuments.
En parallèle Marc Dumas et Lucia Guanaes réalisent divers projets photographiques au Brésil, dont certains seront publiés par Tout pour plaire. Le livre São Paulo de toutes les ombres , qui compte avec la participation de l’écrivain brésilien Diógenes Moura, est le dernier en date (2013).

## Distinctions
- 1991 : Grand Prix de l'Affiche au Festival des Médias Locaux pour la campagne La mairie au service de tous, réalisée à la demande de la mairie de Montluçon.
- 1992 : Nouveaux créateurs, regards d'écoles : Marc Dumas est l'un des cinq "jeunes graphistes" sélectionnés par les étudiants des écoles d'art à la manifestation organisée par le Centre national des arts plastiques.
- 1994 : Grand Prix de l'Affiche Culturelle de la Bibliothèque Nationale de France pour l'affiche « Espace Jeunesse », réalisée à la demande de la mairie de Montluçon.
- 1999 : bourse du Centre national des arts plastiques pour la réalisation du cédérom Au cœur de Bahia
- 1999 : Grand prix Möbius Amérique Latine pour le cédérom Au cœur de Bahia
- 2000 : Prix spécial du jury au Prix Möbius International pour le cédérom Au cœur de Bahia
- 2000 :  Trophée SVM Mac pour le cédérom Au cœur de Bahia
- 2000 : bourse de la SCAM pour la réalisation de la bande dessinée interactive Les Technoff

Tout pour plaire a participé à diverses expositions sur le graphisme  – L'Image des Mots, Centre Georges-Pompidou, en 1985 ; Vive les Graphistes, Centre Georges-Pompidou, en 1991 ; Graphisme(s) à la Bibliothèque Nationale de France, en 2001 –, et diverses biennales de l’affiche (Varsovie ; Toyama, Japon ; Lahti, Finlande ; Mexico).
Les affiches de Tout pour plaire intègrent les collections du Centre international du graphisme à Chaumont. Les photographies de Lucia Guanaes intègrent les collections de la pinacothèque de l'État de São Paulo et du musée d'Art de São Paulo . Celles de Marc Dumas, les collections de la Pinacothèque de l'État de São Paulo.

### Publications de Tout pour plaire
- Marc Dumas / Lucia Guanaes, Comme à la Télé - tous des Stars, Média intimes, 1987.
- Marc Dumas / Lucia Guanaes, Inventaire d'une poubelle[3], Média intimes, 1991. (ISBN 2-9505544-0-7)
- Marc Dumas / Lucia Guanaes / Jean-Michel Bertrand, Tout pour Plaire – production graphique, Média intimes, 1991  (ISBN 2-9505544-1-5)
- Au cœur de Bahia[8](cédérom), Lucia Guanaes / Marc Dumas / Olaf Avenati / Marco Aurélio de Filgueiras Gomes / Luiz Antonio Cardoso, Tout pour Plaire, 2000  (ISBN 2-9514322-0-8)
- Marc Dumas, Cargos (livre d’artiste), Tout pour Plaire, 2006.
- Marc Dumas, Vagues (livre d’artiste), Tout pour Plaire, 2006.
- Lucia Guanaes, Transfigurations[13](catalogue de l’exposition à la Pinacothèque de l'État de São Paulo), Tout pour Plaire, 2007  (ISBN 2-9514322-1-6)
- Marc Dumas, Porto da Barra[14], Tout pour Plaire, 2009  (ISBN 2-9514322-2-4)
- Marc Dumas, Ikaros[15], Tout pour Plaire, 2011  (ISBN 2-9514322-3-2)
- Marc Dumas, Robomorphe, Tout pour Plaire, 2011  (ISBN 2-9514322-4-0)
- Lucia Guanaes / Marc Dumas / Diógenes Moura, São Paulo de todas as sombras (São Paulo de toutes les ombres)[11], coédition Tout pour Plaire  (ISBN 978-2-9514322-5-3) & Briquet de Lemos / Livros  (ISBN 978-85-85637-48-4), 2013

### Publications sur Tout pour plaire
- Vingt affiches pour la fête de la Musique (catalogue d’exposition à l’occasion du 20e anniversaire de la fête de la Musique), ministère de la Culture et de la Communication, Paris, 2001.
- Affiches françaises 1992-1997[16] (catalogue d’exposition), texte : Roger Balboni, Syndicat National des Graphistes / Ville d’Échirolles, 1998  (ISBN 2-912016-029)
- 16th International Poster Biennial Warsaw (catalogue), The Poster Museum at Wilanów, Varsovie, 1998.
- Nouveaux créateurs, regards d’écoles[17], sous la direction de Richard Edwards, textes Richard Edwards, Claude Eveno, Brigitte Fitoussi, Paul Virilio, coéd. Atlante/Centre National de Arts Plastiques, Paris, 1993.  (ISBN 2-909949-00-1)
- Cent affiches françaises autour du monde[16] (catalogue de l’exposition présentée à Saint-Pétesbourg, Varsovie, Glasgow et New Dely), textes : Christophe Zagrodzki, Paul Virilio, Les éditions du Demi-cercle, Paris, 1992.  (ISBN 2-907757-37-7)
- Margo Rouard-Snowman, Graphisme et musées, Réunion des musées nationaux, 1993.  (ISBN 2-7118-2741-0)
- Margo Rouard-Snowman, Museum graphics (anglais), Thames and Hudson Ltd., Londres, 1992.  (ISBN 0-500-23635-6)
- Vive les graphistes – petit catalogue du graphisme français (catalogue de l’exposition présentée au Centre Georges Pompidou), textes : Jean-François Lyotard, Christiane Carlut, Syndicat National des Graphistes, 1990.
- Production (catalogue de l’exposition au Mois du graphisme à Échirolles), éd. Mois du graphisme, Échirolles, 1990.
- Graphistes français au Québec (catalogue de l’exposition présentée à Montréal, Place des arts), Syndicat National des Graphistes, 1989.
- Primera Bienal Internacional del Cartel en Mexico, (catalogue), 1990.
- 12th International Poster Biennial Warsaw (catalogue), Galeria CBWA, Varsovie, 1988.
- 2d International Triennial of poster in Toyama (catalogue), The Museum of Modern Art, Toyama, 1988.
- 11th International Poster Biennial Warsaw (catalogue), 1986.
- The Lahti VI poster biennale (catalogue), Finlande, 1985.
- 10th International Poster Biennial Warsaw (catalogue), 1984.
- Attention graphistes dans G, in G, SCG, mai 1988.

### Périodiques
- Franck Kantor, Studio Tout pour Plaire : Créer ? Un pur bonheur, in Création Numérique, décembre 2002 / janvier 2003, p. 64-65
- Annik Hémery, Tout pour Plaire : Le cœur de la rue in SVM Mac no 125, p. 84-85, février 2001
- Felipe Taborda, Tout pour Plaire – design office on “rue Mouffetard” in IDEA no 244, p. 56-61, mai 1994 (source en anglais)
- Tout pour Plaire, in Novum Gebrauchsgraphik no 7/90, p. 12-17, Munich, 1990 (source en allemand)
- Works of 148 Young Designers of the Word in IDEA no 200 – 200th Commemorative Issue, p. 69, Tokyo, 1987 (source en anglais et japonais)
- Graphisme(s) : deux cents créateurs, in Étapes no 76, septembre 2001
- Ça bouge, in BAT no 141, p. 9, janvier 1992

## Liens extérieurs
- Site Tout pour plaire
- Site Lucia Guanaes
- Site Marc Dumas